# Charles Moore (atleta)
Charles Moore (Coatesville (Pensilvania), 12 de agosto de 1929-Laporte (Pensilvania), 8 de octubre de 2020) fue un atleta estadounidense, especializado en la prueba de 400 m vallas en la que llegó a ser campeón olímpico en 1952.

## Carrera deportiva
En los JJ. OO. de Helsinki 1952 ganó el oro en los 400 m vallas, con un tiempo de 50.8 segundos, superando al soviético Yuriy Lituyev y al neozelandés John Holland (bronce).
También ganó la medalla de plata en los relevos 4x400 metros, con un tiempo de 3:04.0 segundos, llegando a meta tras Jamaica que con 3:03.9 s batió el récord del mundo, y por delante de Alemania, siendo sus compañeros de equipo Gene Cole, Mal Whitfield y Ollie Matson.